# Парламентские выборы в Камеруне (1970)
Парламентские выборы были проведены в Камеруне 7 июня 1970 года, впервые с тех пор, как страна стала однопартийным государством с камерунским Национальным союзом (слияние камерунского Союза французского Камеруна и камерунской Национально-демократической партии Южного Камеруна) в качестве единственной законной партии в 1966 году. В каждом избирательном округе партия выдвинула список кандидатов, равный количеству имеющихся мест, и в конечном итоге получила все 50 мест в Национальном Собрании с явкой 94,8 %.

## Результаты
| Партия                             | Голосов   | %    | Мест |
| ---------------------------------- | --------- | ---- | ---- |
| Камерунский Национальный союз      | 2 926 224 | 100  | 50   |
| Недействительные/пустые бюллетени  | 8699      | –    | –    |
| Всего                              | 2 934 923 | 100  | 50   |
| Зарегистрированные избиратели/Явка | 3 094 886 | 94,8 | –    |
| Источник: Nohlen et al.            |           |      |      |